# Luciano De Maria
Luciano De Maria (Milano, 1928 – Milano, 29 agosto 1993) è stato un critico letterario, editore e traduttore italiano.

## Biografia
Laureato in Lingue e letterature straniere a Venezia, studioso del futurismo e della letteratura francese, responsabile di collane di classici e di poesia, è stato per anni direttore editoriale de "I Meridiani", presso Arnoldo Mondadori Editore. Si è occupato di autori come Alain Robbe-Grillet, Laclos, Hugo, Proust e ha fatto conoscere in Italia la poesia di Jean Tardieu. Ha collaborato alla terza pagina de Il Giornale.

## Curatele
- Roger Caillois, Ponzio Pilato, Einaudi, Torino 1963
- Choderlos de Laclos, Legami pericolosi, Sugar, Milano 1964
- Victor Hugo, Tutti i romanzi, 3 voll., Mursia, Milano 1964 (con Silvia Spellanzon)
- Alain Robbe-Grillet, Il nouveau roman, Sugar, Milano 1965
- Pierre Klossowski, Il Bafometto, Sugar, Milano 1966
- Charles Percy Snow, Scienza e governo. L'intervento dei consiglieri scientifici nelle decisioni militari, Einaudi, Torino 1966
- La poesia di Aldo Palazzeschi, Milano 1967
- Filippo Tommaso Marinetti, Teoria e invenzione futurista, Mondadori, Milano 1968
- Filippo Tommaso Marinetti, La grande Milano tradizionale e futurista - Una sensibilità italiana nata in Egitto, Mondadori, Milano 1969
- Michel de Montaigne, Saggi, Mondadori, Milano 1970
- Jean Tardieu, Il fiume nascosto, Guanda, Parma 1971
- Per conoscere Marinetti e il futurismo, Oscar Mondadori, Milano 1973
- Aldo Palazzeschi, Il codice di Perelà, Mondadori, Milano 1974
- Aldo Palazzeschi, Il doge, Mondadori, Milano 1974
- Giuseppe Antonio Borgese, Rubè, Mondadori, Milano 1974
- Primo Conti, Fanfara del costruttore, 1917-1919, All'insegna del pesce d'oro, Milano 1974
- Aldo Palazzeschi, Tutte le novelle, Mondadori, Milano 1974
- Palazzeschi e l'avanguardia, prefazione di Giansiro Ferrata, All'insegna del pesce d'oro, Milano 1976
- Sassu futurista, All'insegna del pesce d'oro, Milano 1977
- Giovanni Papini, Stroncature, Vallecchi, Firenze 1978
- Filippo Tommaso Marinetti, Il fascino dell'Egitto, Mondadori, Milano 1981
- Marcel Proust, Alla ricerca del tempo perduto, Mondadori, Milano 1983-89
- Il grande libro del cavallo, De Agostini, Novara 1985
- La nascita dell'avanguardia. Saggi sul futurismo italiano, Marsilio, Venezia 1986
- Album Proust, Mondadori, Milano 1988
- Aldo Palazzeschi, Riflessi, SE, Milano 1990
- Proust oggi, Fondazione Arnoldo e Alberto Mondadori, Milano 1990
- A cavallo. Manuale di tecnica equestre, De Agostini, Novara 1991
- Marinetti e i futuristi (con Laura Dondi), Garzanti, Milano 1994